# Spezialeinheit

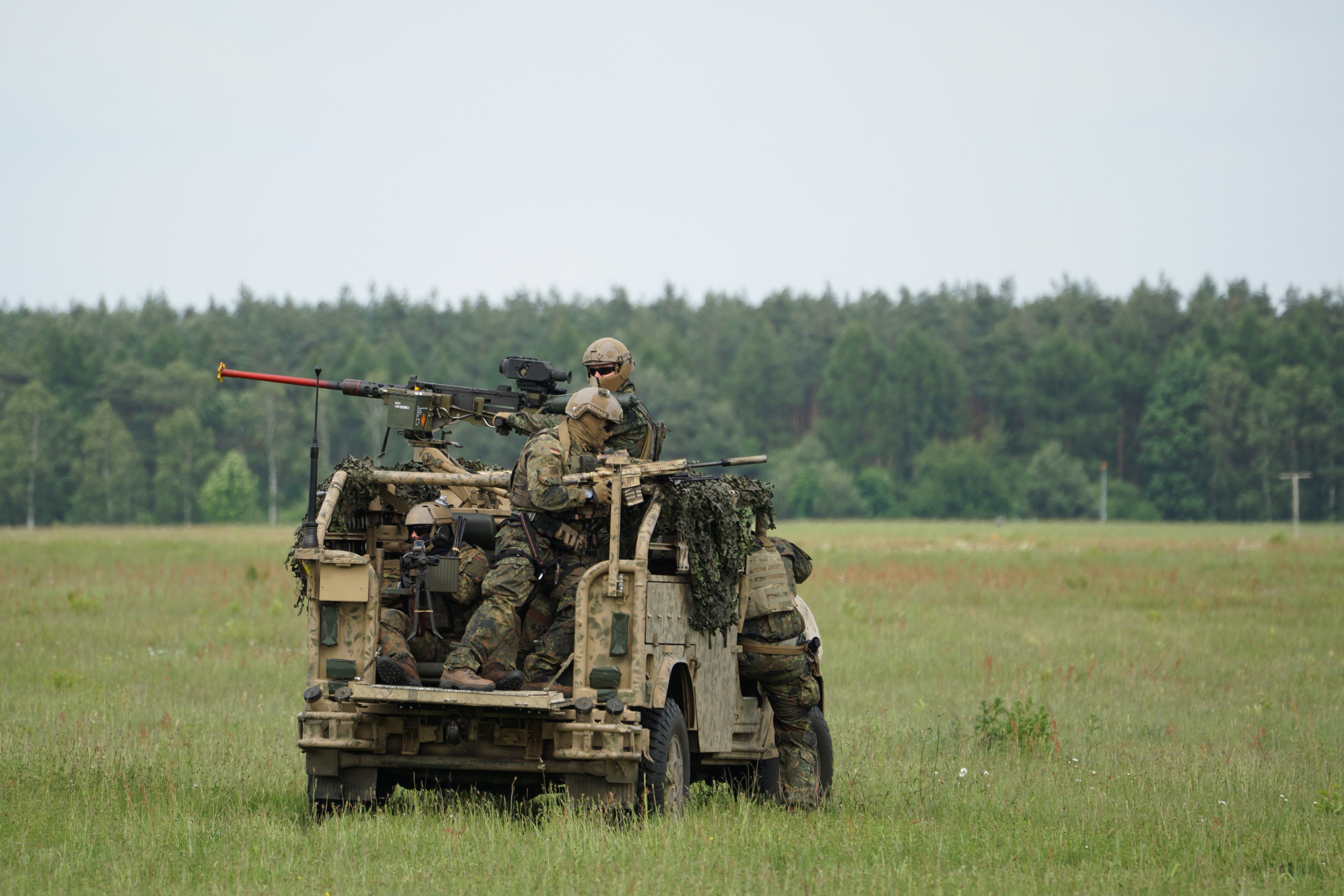
KSK-Trupp beim Tag der Bundeswehr in Faßberg (2017)

Eine Spezialeinheit (englisch special operations forces (SOF)) oder Sondereinheit ist eine geschlossene Einheit von Spezialkräften einer militärischen, polizeilichen oder nachrichtendienstlichen Institution, deren taktische Verwendung eine operative Wirkung entfalten soll, die durch den Einsatz diplomatischer, nachrichtendienstlicher oder konventioneller militärischer Mittel üblicherweise nicht zu erwarten ist. Gelegentlich wird auch der Begriff Sondereinsatzkommando verwendet.
Die Verwendung von Spezialeinheiten ist daher vom Bestreben nach hoher Präzision bei gleichzeitiger Kosten- und Risikenminimierung gekennzeichnet. Daher sind sie meist in der Lage, Aufträge mit extremer Gefährdungslage und hohem Schwierigkeitsgrad wahrzunehmen. Dazu sind sie aufgrund besonderer Ausbildung und speziellen Trainings und hochwertiger sowie moderner Ausrüstung befähigt. Sie decken mit ihrer besonderen Kombination von Kompetenzen Einsatzspektren ab, die beispielsweise von konventionellem Militär aufgrund logistischer, finanzieller oder anderer organisatorischer Erwägungen nicht geleistet werden können.
Spezialisierte Kräfte sind in Abgrenzung dazu Kräfte, deren Einsatzarten und Aufträge auf einen besonderen Auftrag ausgerichtet sind, wie etwa die Boardingkompanie der Deutschen Marine, die Personenschutzkommandos oder Zugriffskräfte der Feldjägertruppe.
Vorläufer heutiger militärischer Sondereinsatzkräfte waren die deutschen Stoßtrupps im Ersten Weltkrieg, die sowjetischen und deutschen Fallschirmjäger zwischen den Kriegen und die Kommandos des Zweiten Weltkrieges.
Einige militärische Spezialeinsatzkräfte, die mit dem Aufstellen, Ausbilden und Führen einheimischer Widerstandsgruppen in feindlichem Territorium befasst sind, werden von militärischen Planern und Politikern als sogenannte force multiplier (dt. „Kraftmultiplikator“) angesehen, da ihre Effektivität durch ihr Wirken um ein Vielfaches höher ist als die konventioneller Einheiten.
Im Laufe der Zeit gerieten Spezialeinheiten immer mehr in den Fokus militärischer und polizeilicher Planungen, weil sich die Bedrohungsszenarien durch das Aufkommen des Terrorismus, das Ende des Kalten Krieges und das Anwachsen asymmetrischer Konflikte und Krisen weltweit gewandelt haben. Heute gelten sie vielfach als ein probateres Instrumentarium zur Bewältigung und Lösung schwieriger Lagen als traditionelle konventionelle Formationen.

## Militärische Spezialeinheiten

### Begriff
Dem Militärhistoriker Simon Anglim zufolge ist der Begriff der Spezialeinheit unzureichend erforscht oder gar theoretisch begründet. Anders als der Krieg im Allgemeinen oder die Insurrektion im Besonderen, denen die Schriften von Carl von Clausewitz oder Mao Zedong zugrunde liegen, sei Spezialeinheiten bisher kein einschlägiger Theoretiker vorausgegangen. Des Weiteren werde die Abgrenzung durch drei Faktoren erschwert: Erstens seien offizielle Doktrinen aufgrund von Geheimhaltungsmaßnahmen unzugänglich. Zweitens verschwimme die Abgrenzung durch „sensationslüsterne“ Medien, besonders in Film, Fernsehen und in Videospielen. Zuletzt sähen sich befehlshabende Offiziere dem Spannungsfeld zwischen der Politik und der Operationsführung ausgesetzt; während politische Eliten Spezialeinheiten aufgrund ihrer vermuteten oder demonstrierten Wirksamkeit mit Begeisterung oder gar unangemessenen Erwartungen entgegenträten, belasten von Zeit zu Zeit genau diese Patronage, der vergleichsweise hohe Ressourcenaufwand und das Prestige solcher Einheiten das Verhältnis zu den Kommandeuren konventioneller Einheiten mit einem traditionellen Aufgabenverständnis.
In der NATO-Doktrin werden Spezialeinheiten wie folgt definiert: „Spezialkräfte (...) sind (...) für militärische Operationen vorgesehen, die wegen der Besonderheit des Auftrags, der Aufgabenerfüllung und der Bedeutung der Ziele nach anderen Grundsätzen und Verfahren durchgeführt werden müssen als die Einsätze herkömmlicher Kräfte. Übergeordnete Erwägungen können dabei verdeckte Einsatzverfahren und die Akzeptanz hoher Risiken erfordern. Aufgrund der hohen Anforderungen sind diese Kräfte personell besonders sorgfältig ausgewählt, speziell ausgebildet und gegliedert und nutzen auch eine spezielle Ausrüstung“
In den Vereinigten Staaten wird die Gesamtheit der amerikanischen Spezialeinheiten als Special Operations Forces bezeichnet, da der Begriff Special Forces dort bereits als Eigenname der entsprechenden Einheit der US Army belegt ist. International und in der nicht-angloamerikanischen Literatur wird Special Forces allgemein für Spezialkräfte verwendet.
In Russland sind die Spezialeinheiten ALFA und Wympel dem Inlandsgeheimdienst FSB unterstellt.

### „Eliteeinheiten“

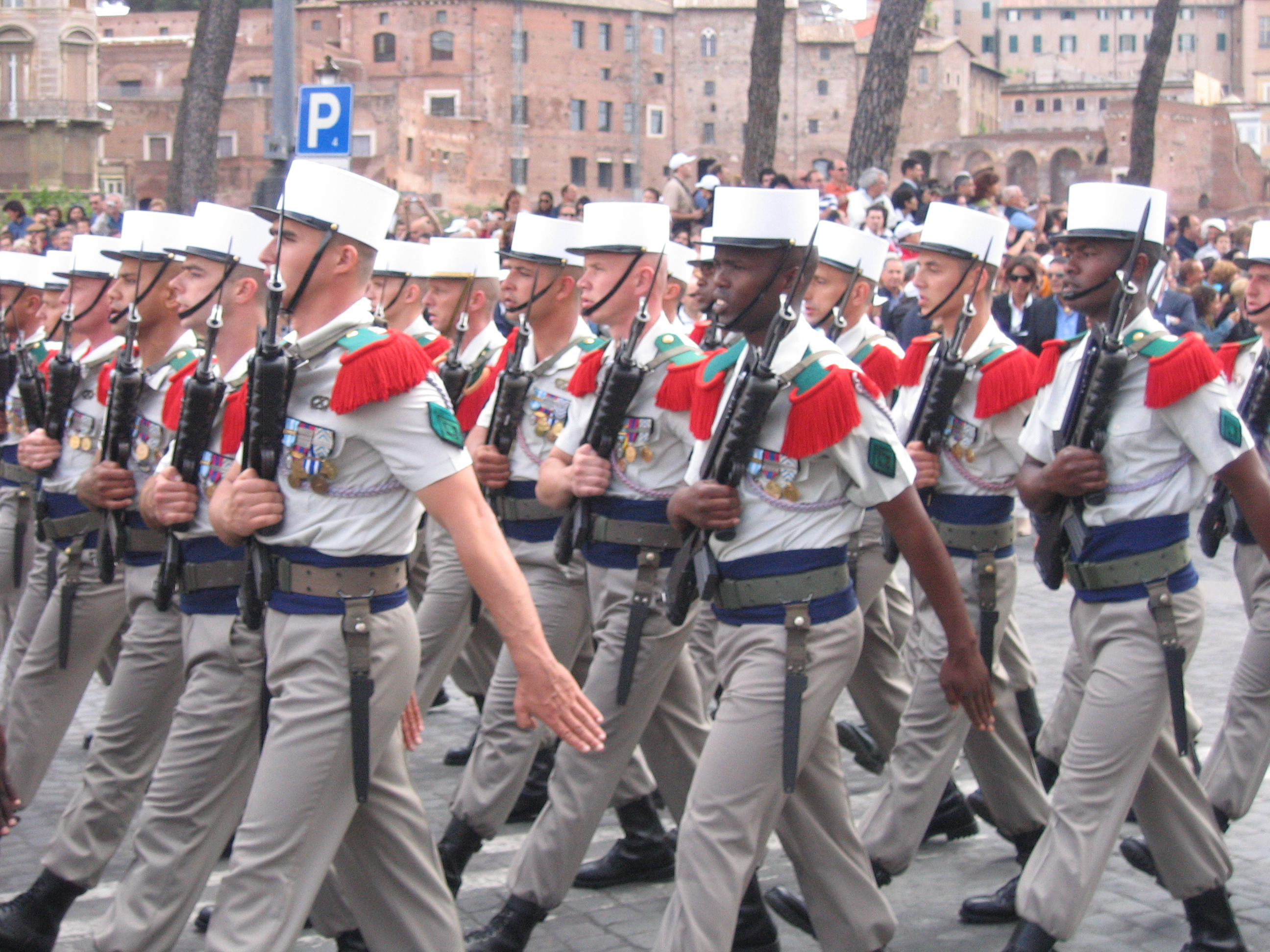
Französische Fremdenlegion bei einer Parade in Rom, 2007

Der Begriff Spezialeinheit wird häufig missverständlich verwendet. Nicht jede herausragende Einheit ist originär auch eine Spezialeinheit, denn Angehörige von Spezialeinheiten gehören zwar in der Regel zur professionellen Leistungselite, umgekehrt sind aber nicht alle Eliteverbände Spezialeinheiten.
Deshalb muss insbesondere unterschieden werden zwischen militärischen „Eliteverbänden“, die zwar einen erhöhten Ausbildungsstand, besondere Rekrutierungs- und Auswahlverfahren und damit auch eine überdurchschnittliche Kampfkraft haben, und konzeptionellen Spezialkräften, die einen vom regulären Militär deutlich abweichenden Auftrag haben, für den sie besonders ausgebildet und ausgerüstet sind und der nicht oder nur unbefriedigend von „normalen“ Formationen ausgeführt werden kann.
Beispiele für solche „Eliteverbände“ (der Begriff Eliteeinheit ist in den meisten Streitkräften mittlerweile ungebräuchlich und teilweise sogar verpönt und wird heute eigentlich nur noch in der Presse oder in populärwissenschaftlicher Literatur verwendet) sind die französische Fremdenlegion, die Spanische Legion, die Leichte Infanterie der US Army (zum Beispiel die 10. US-Gebirgsdivision) sowie diverse Luftlandeverbände einzelner Nationen. Letztere sind im Grunde nur luftlandefähige leichte Infanterie und aufgrund ihres Einsatzprofils, das regelmäßig von einem auf sich gestellten Kampf gegen überlegene feindliche Kräfte ausgeht, bis Entsatz möglich ist, mit besonders leistungsfähigem und motiviertem Personal ausgestattet.
All diese Verbände führen aber im Gros klassische militärische Aufträge auf breiter Basis aus, auch wenn sie zum Teil über Zusatzausbildungen für den Kampf unter besonderen klimatischen Bedingungen (Dschungel-, Wüsten- und alpine Kriegführung) und zum Teil über eine Kommandofähigkeit (diese beschränkt sich in der Regel allerdings auf eine oder mehrere Kompanien oder auf ein Bataillon und ist nicht in der Breite vorhanden) verfügen.
Abzugrenzen vom Kommandoeinsatz ist der Jagdkampf der durch die Infanterie als Gefechtsart, früher Besondere Gefechtshandlung, zusätzlich zu ihrem normalen Spektrum an Aufträgen mit Angriff und Verteidigung durchgeführt wird. Wesentlicher Unterschied ist, dass Kommandoeinheiten nur für den operativen Kommandoeinsatz vorgesehen sind, während die Infanterie, insbesondere Fallschirmjäger und Gebirgsjäger, dies im taktischen Sinne zusätzlich wahrnimmt.

### Konventionelle Spezialeinheiten

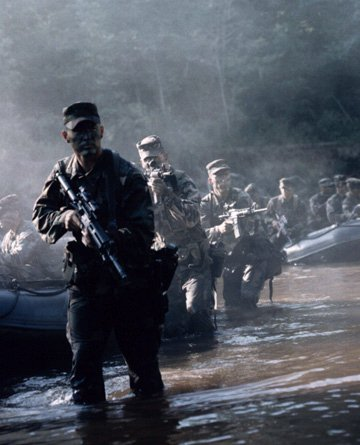
US Army Rangers auf Patrouille

Der Auftrag konventioneller Spezialeinheiten bewegt sich in der Regel auf der unteren taktischen Ebene und im Rahmen allgemeiner militärischer Operationen. Bestimmte Einsätze können eine strategische Bedeutung haben, beispielsweise wenn ein feindliches Führungszentrum oder eine Radarstation durch einen Kommandoeinsatz zerstört werden konnte und infolgedessen eine ungesicherte Einflugschneise entsteht, durch die die eigene Luftwaffe anschließend strategische Ziele angreift.
Spezialeinheiten sind durchgängig sprungtauglich, in der weiterführenden Sprungtechnik HAHO und in besonderen Infiltrationstechniken ausgebildet. Klassische Einsatzprofile sind Kommandooperationen, also das gezielte Einnehmen, Unbrauchbarmachen oder Zerstören von feindlichen Schlüsselstellungen, wie Flugplätzen, Kommunikations- und Führungszentren, Artillerie- und Raketenstellungen, Brücken, Häfen, Nachschubbasen, Bunkern oder sonstigen besonders wertvollen Stellungen des Feindes. Überfälle als Handstreich (engl. direct action) werden entweder an der Front oder aber, nach erfolgreicher Infiltration, im feindlichen Hinterland ausgeführt.
Ein weiteres Aufgabengebiet ist die taktische Aufklärung sowie die Bergung von Personal und Ausrüstung hinter feindlichen Linien mit geringer Eindringtiefe (meist bis zu 30 Kilometer). Viele dieser Einheiten sind auch für Sabotage und Such- und Rettungseinsätze in Gefechtssituationen (CSAR) ausgebildet. Sie können darüber hinaus auch als vorgeschobener Beobachter und als Forward Air Controller eingesetzt werden, um das indirekte Feuer der Artillerie zu lenken oder Luftnahunterstützung zu leiten.
Um ihr eigenes Selbstverständnis und ihre Abgrenzung zu unkonventionellen Spezialeinheiten wie den Green Berets zum Ausdruck zu bringen, formulierte ein Kommandeur der US Army Rangers seine Mission in einem Interview mit Autor Hartmut Schauer wie folgt:

„Unser Auftrag ist es Menschen zu töten und Sachen zu zerstören. […] Wir sind Killer, keine Helfer und Ausbilder […].“

Typische Vertreter dieser klassischen Kommandotruppen (Stoßtruppen, engl. auch Shock-Troops) sind die US Army Rangers und die USMC Reconnaissance Battalions.

### Unkonventionelle Spezialeinheiten

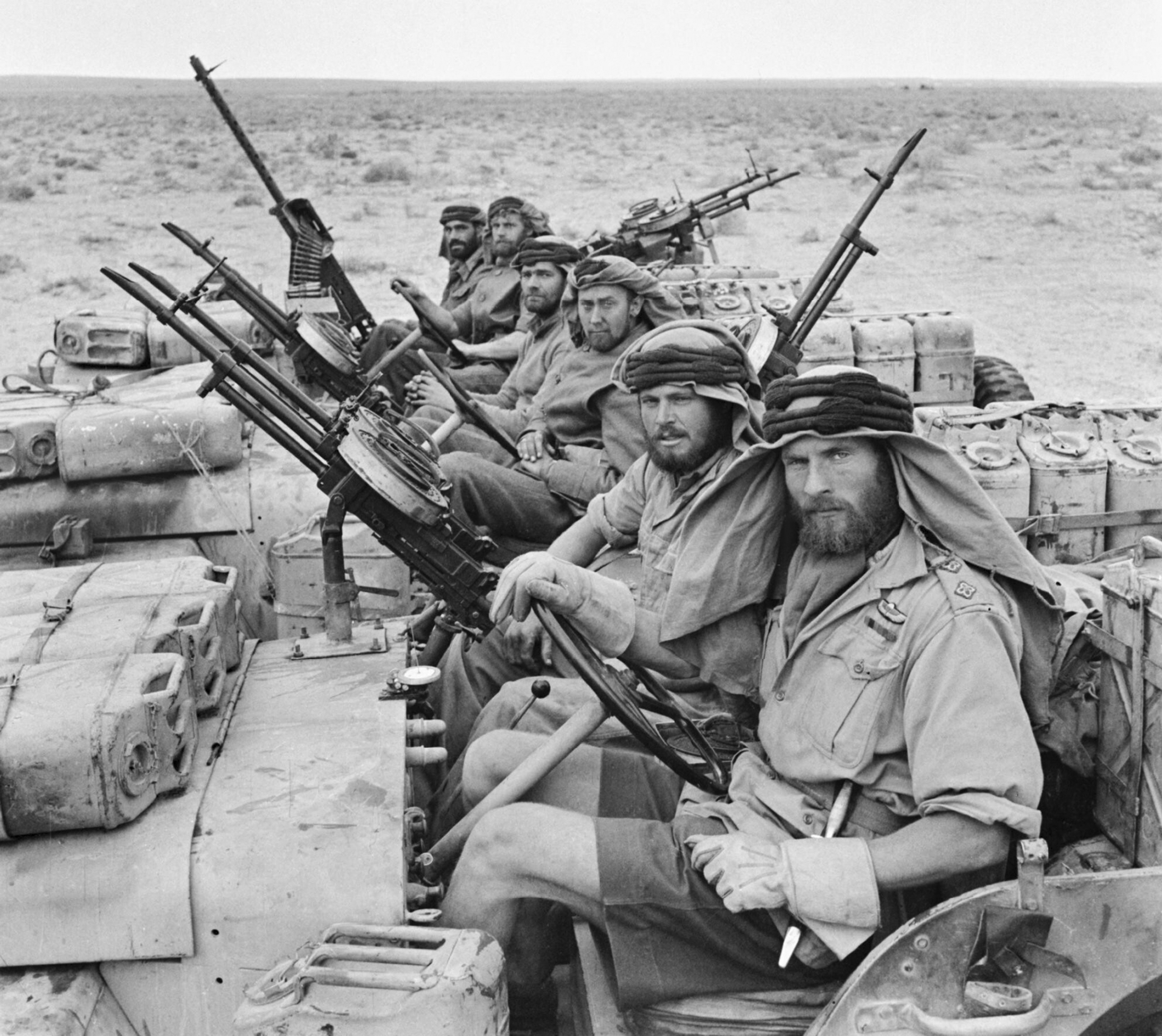
Angehörige des SAS nach einer Patrouille (Nordafrika, 1943)

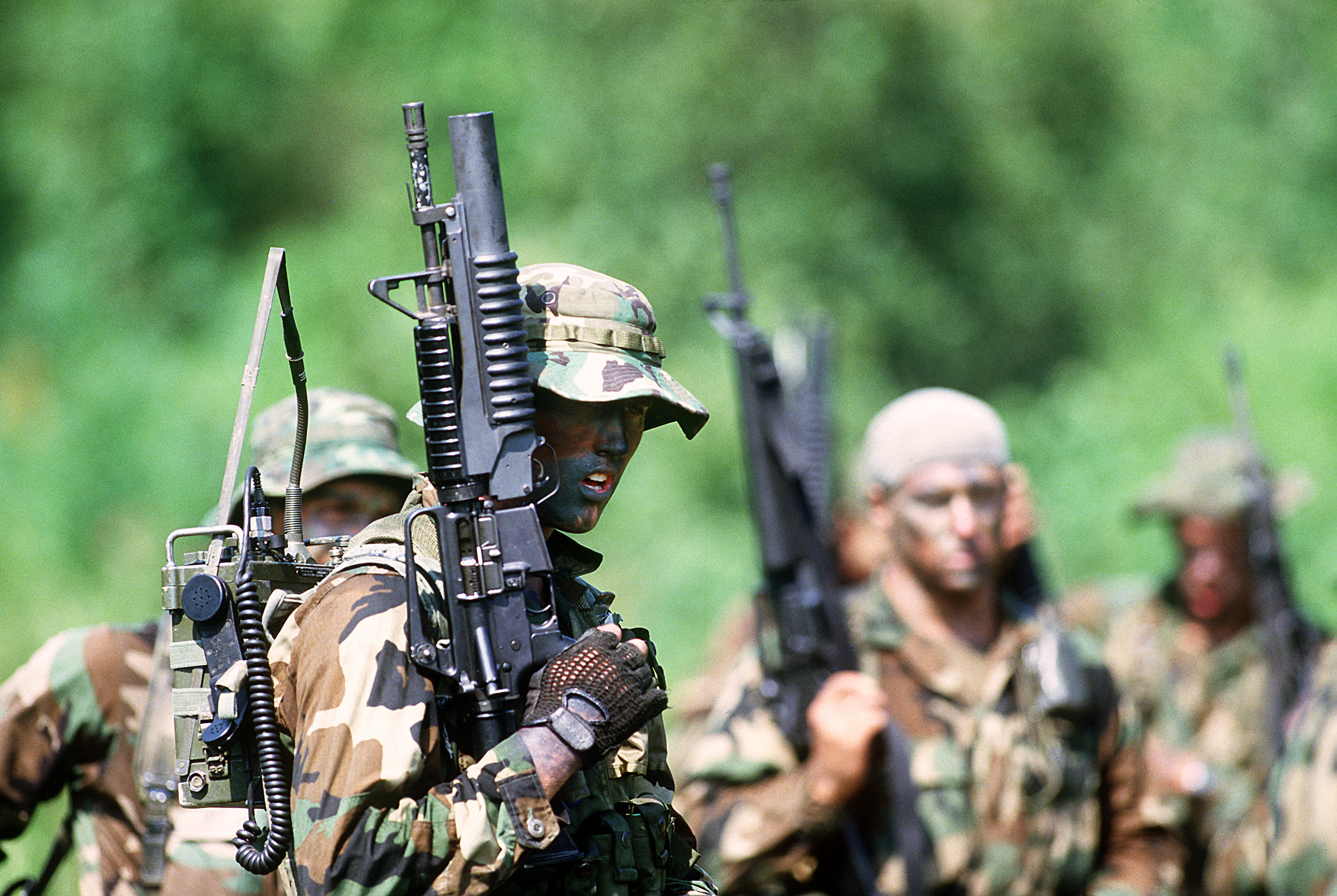
Navy SEAL mit CAR-15-Sturmgewehr und daran montiertem M203-Granatwerfer

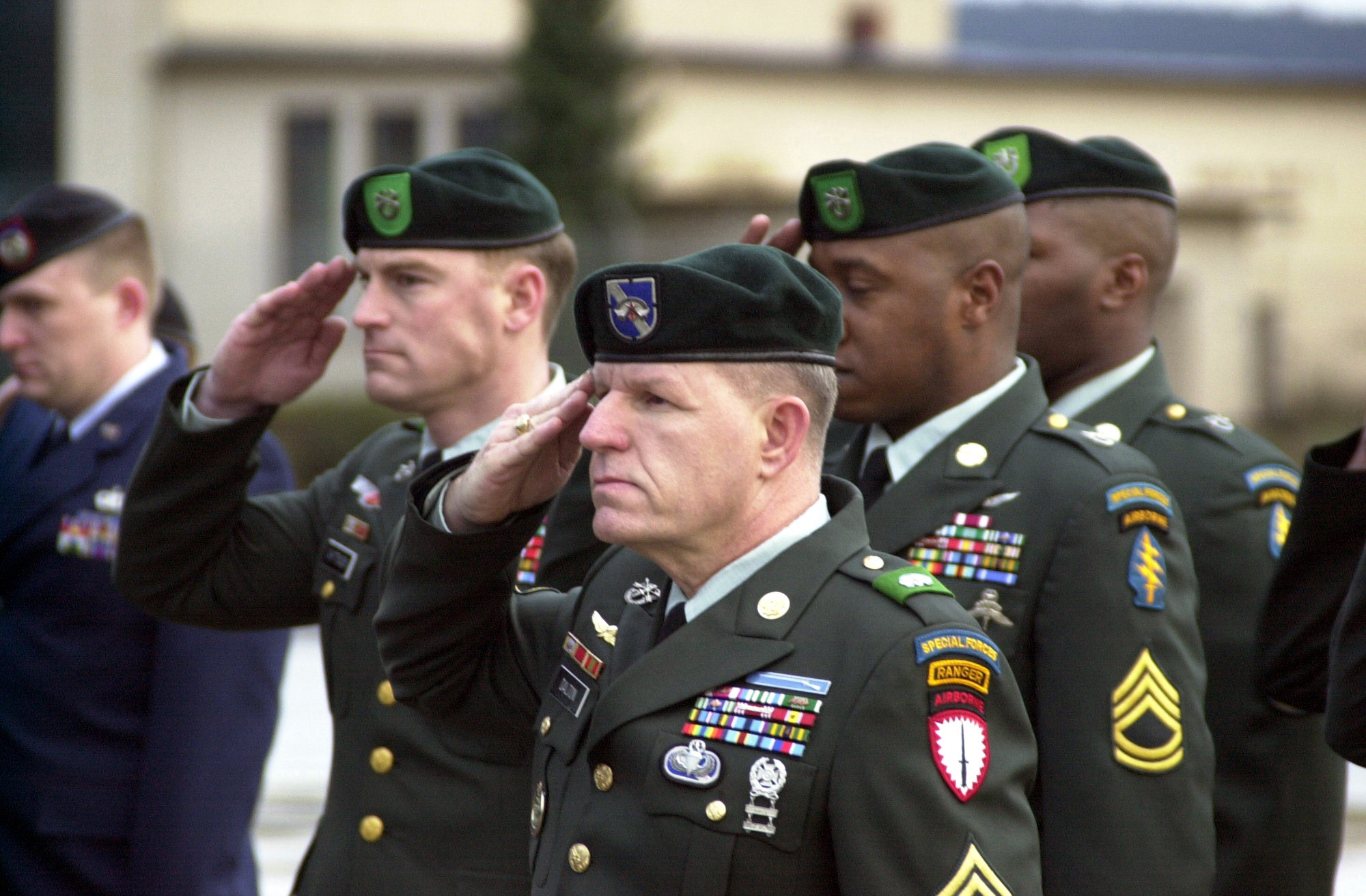
Angehörige der US Special Forces erweisen gefallenen Kameraden die letzte Ehre auf der Ramstein Air Base

Die unkonventionellen Spezialeinheiten operieren im Gegensatz zu den klassischen Kommandoeinheiten eher verdeckt und im Untergrund. Das bedeutet, dass sie zwar ebenfalls über die Fähigkeiten dieser Einheiten verfügen (klassische Kommandokriegführung), aber normalerweise nicht nach den taktischen Grundsätzen regulärer Infanterie operieren. Ihre Einsatzmuster entsprechen eher denen von Nachrichtendiensten. Das heißt, dass sie auch „undercover“ und ohne Uniform zum Einsatz kommen können. Ihre Ausbildung geht weit über das Maß einer klassischen Kommandoeinheit hinaus, weil diese Einheiten nicht nur wesentlich mehr Einsatzprofile bedienen, sondern auch sprachlich und kulturell geschult sind, um im Einsatzgebiet arbeiten zu können und sich den dortigen Begebenheiten anzupassen.
Das bedeutet im Unterschied zu den konventionellen Spezialeinheiten auch, dass viele Einsatzmuster dieser Einheiten in zivil und verdeckt ablaufen mit erheblichen rechtlichen Konsequenzen für die beteiligten Soldaten und möglicherweise auch für die Nationen, die sie einsetzen. Beispielsweise würde eine verifizierbare Offenlegung oder sogar Gefangennahme bedeuten, dass Angehöriger solcher Einheiten nicht unter den Schutz der Haager Landkriegsordnung und Genfer Konventionen fallen und so als formale Nichtkombattanten und Spione gelten, die mit einer Hinrichtung rechnen müssen.
Die typischen Auftragsmuster sind Fernaufklärung mit großer Eindringtiefe (bis zu 800 Kilometern), asymmetrische Kriegführung (engl. Unconventional oder Revolutionary Warfare), Anti-Guerilla-Kriegsführung, Sabotage und das weite Feld der Sicherheits- und Militärberatung. Diese gewinnt in der heutigen Zeit an Bedeutung, weil sie den Regierungen die Möglichkeit gibt, diskret und ohne große Militärkontingente politischen Einfluss auf die befreundeten Gastnationen und deren Region zu nehmen, was sonst mittels üblicher Machtprojektion durch Flottenverbände oder konventionelles Militär so nicht möglich wäre.
Im Rahmen dieser Militärberatungseinsätze werden neben den militärischen und sicherheitsrelevanten Aspekten auch zivile Ziele verfolgt. Durch Ausbildung, infrastrukturelle, soziale und gesundheitliche Maßnahmen sollen die Gastländer politisch stabilisiert und eventuelle Konflikte bereits im Keim erstickt werden (Krisenprävention). Oft sind solche Einheiten auch in psychologischer Kriegführung und militärischer Zivilverwaltung ausgebildet.
Man unterscheidet dabei drei Einsatzebenen, die Militärberatung im Frieden, die Krisenintervention und den Kriegseinsatz.
Im letzteren arbeiten diese unkonventionellen Formationen meist völlig auf sich allein gestellt monatelang hinter feindlichen Linien in Kleinstgruppen, die meist nur aus sechs bis zwölf Mann bestehen. Dabei sind sie bestrebt, einheimische Widerstandsgruppen zu rekrutieren, auszubilden und in einem Guerillakrieg (Guerra bedeutet „Krieg“ und Guerilla „Kleinkrieg“, das heutige Synonym für den Partisanenkrieg) gegen den Feind zu führen, den sie auch logistisch unterstützen.
Ein weiteres Auftragsprofil solcher Einheiten besteht in der Geiselbefreiung und Terrorismusbekämpfung. Dies führt häufig dazu, dass Angehörige solcher Einheiten auch als Personenschützer von Oberkommandierenden oder zivilen Würdenträgern fungieren.
Aufgrund der engen Anbindung an die (militärischen) Nachrichtendienste führen diese Einheiten auch Sondereinsätze (Special Activities) wie gezielte Tötungen oder Entführungen von Einzelpersonen, zum Beispiel eines Diktators oder Kriegsverbrechers oder die verdeckte Aufklärung in einem feindlichen Land durch. Naturgemäß werden diese Einsätze aufgrund ihrer politischen Brisanz unter besonders strenger Geheimhaltung ausgeführt. Oft ist es so, dass die Ausführenden, sollten sie enttarnt und gefangen genommen werden, auf sich gestellt sind, das heißt, dass die verantwortliche Regierung leugnet, dass es sich bei den Soldaten um Angehörige des eigenen Militärs handelt.

## Polizeiliche Spezialeinheiten
Polizeiliche Spezialeinheiten haben teilweise ähnliche Ausrichtungen, wie militärische, die aber rechtlich und praktisch an die spezifischen Erfordernisse polizeilicher Aufgabenerfüllung angepasst sind. Man unterscheidet drei klassische Gruppen von polizeilichen Spezialeinsatzkräften, sowie diverse Fach- oder Sonderabteilungen für bestimmte Spezialverwendungen, die aber nicht selbständig operieren, sondern regelmäßig entweder als Führungsstelle oder Unterstützungsabteilung bei besonderen Lagen oder Verbrechenstypen zum Einsatz kommen. Die europäischen polizeilichen Spezialeinheiten organisieren sich seit 2002 im Atlas-Verbund.

### Spezialeinsatzkommandos

#### Vereinigte Staaten
1965 führten die Rassenunruhen des Watts-Aufruhrs in Los Angeles, die sechs Tage andauerten, 34 Todesopfer und über tausend Verletzte forderten, sowie 4000 Verhaftungen nach sich zogen und letztendlich nur mit Hilfe der Nationalgarde beendet werden konnte, zu einer Überprüfung der polizeilichen Einsatztaktik. Diese Erfahrungen und die deutliche Zunahme von Kriminalität, bei der Schusswaffen eingesetzt wurden, sowie das Anwachsen von Gang-Kriminalität, führten im Los Angeles Police Department (LAPD) zur Entwicklung des SWAT-Einsatzkonzeptes und 1967 zur Aufstellung der ersten SWAT-Einheit der USA, dem LAPD-SWAT. Viele andere US-Polizeiverwaltungen folgten diesem Beispiel und stellten ebenfalls eigene SWAT-Teams auf, noch bevor Anfang der 1970er Jahre ein weiteres wichtiges Einsatzfeld hinzu kam, die Terrorismusbekämpfung.

#### Deutschland
Nach dem Münchner Olympia-Attentat 1972 wurde im selben Jahr die GSG 9 als Spezialeinheit des Bundes aufgestellt, um derartigen Bedrohungsszenarien adäquat begegnen zu können. Zwei Jahre später beschloss die Innenministerkonferenz im Jahre 1974 durch den Aufstellungserlass für Spezialeinheiten (Offiziell Konzept für die Aufstellung und den Einsatz von Spezialeinheiten der Länder und des Bundes für die Bekämpfung von Terroristen) die Aufstellung von Präzisionsschützenkommandos, nachfolgend den Spezialeinsatzkommandos für die einzelnen Bundesländer.

#### Andere Länder
Ähnlich verfuhr man auch in anderen Ländern und stellte dort taktische Spezialeinheiten auf, die für die Terrorismusbekämpfung, die finale Lösung von Geiselnahmen, das Verhaften besonders gefährlicher Krimineller sowie das Beenden von Amokläufen und Entführungen speziell ausgebildet und ausgerüstet waren.

#### Organisation
Diese Einheiten sind in der Regel aus zwei Gruppen zusammengesetzt, einer Präzisionsschützen-Gruppe (in Deutschland Präzisionsschützenkommando) und einer Zugriffsgruppe. Die erste Gruppe sichert den Verbrechensschauplatz, die zweite Gruppe ist für die Befreiung von Geiseln und Festnahmen zuständig. In vielen Nationen ist der so genannte Finale Rettungsschuss erlaubt, die gezielte Tötung eines Geiselnehmers oder drohenden Sprengstoffattentäters. In Deutschland gelten hier hohe Ansprüche an die Verhältnismäßigkeit der Maßnahme. Die Anwendung ist nicht in allen Polizeigesetzen geregelt.
Typische Vertreter solcher Einheiten sind die SEKs der Bundesländer, das Hostage Rescue Team des FBI, die SWAT-Einheiten der US-Polizeibehörden und das österreichische Einsatzkommando Cobra.

### Andere Einsatzkommandos

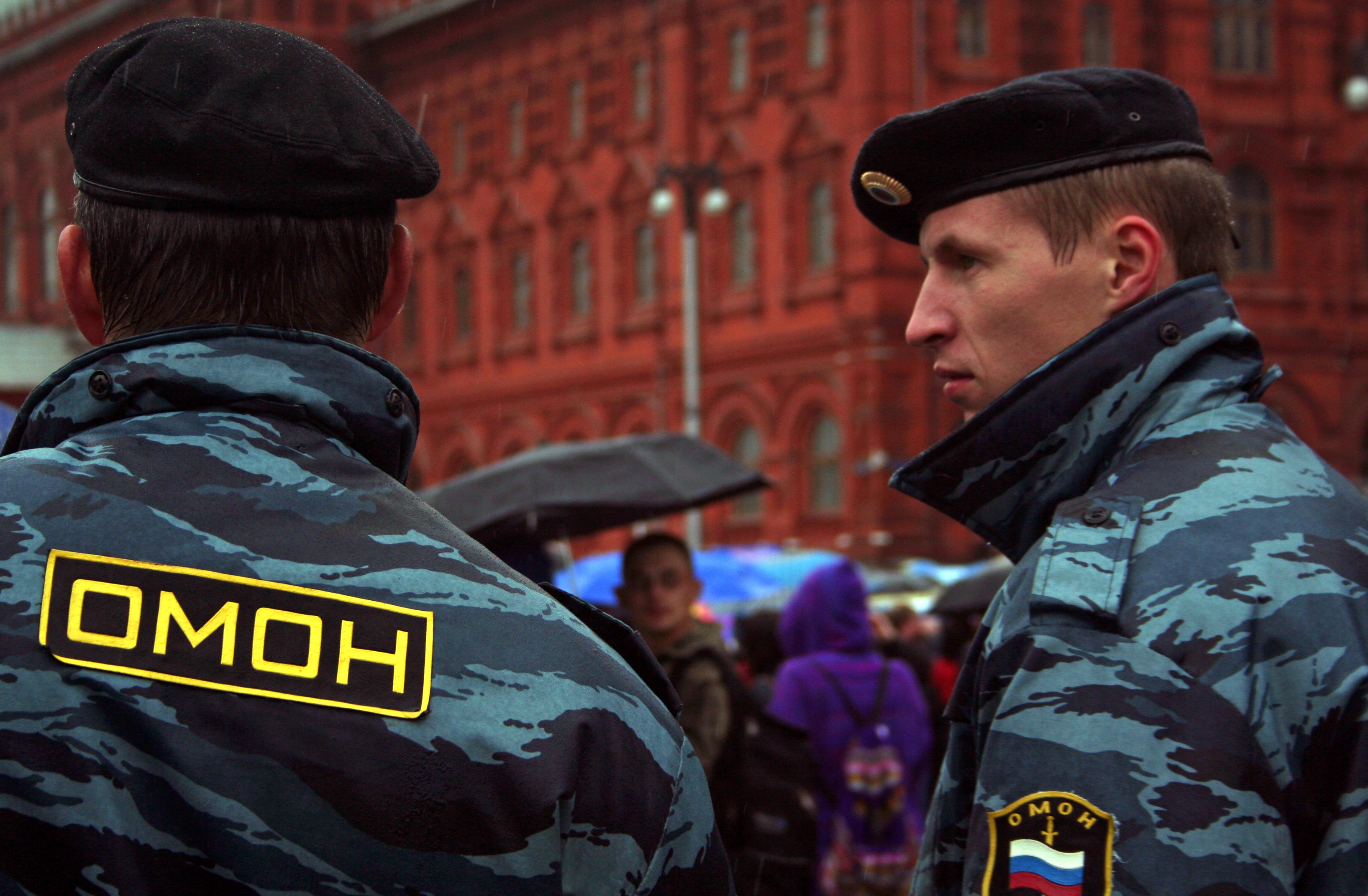
Russische OMON-Polizisten auf dem Roten Platz in Moskau

Es gibt auch polizeiliche Spezialeinheiten, die sich nicht primär mit Terrorismusbekämpfung und Geiselbefreiung befassen, sondern mit der Bekämpfung anderer Kriminalitätsformen, die eine besonders ausgebildete Fahndungs-, Observations- und Zugriffseinheit in zivil erforderlich machen, da diese Lagen den Ausbildungsstand normaler Kriminalpolizeibeamter überfordern.
In Deutschland sind dies die Mobilen Einsatzkommandos (MEK) der Bundesländer. Sie haben zwei Einsatzschwerpunkte. Die verdeckte Observation von potentiellen oder identifizierten Straftätern kann sowohl personell als auch mit entsprechender Technik ausgeführt werden. Weitere Aufgaben sind Peilung und Ortung, die technische Observation von Personen, Fahrzeugen und Mobiltelefonen sowie die Absicherung von verdeckten Ermittlern bei möglicherweise problematischem Täterkontakt.
Sowohl MEKs als auch SEKs sind qualifiziert ausgebildet zur Festnahme von Personen, sowohl aus einer mobilen Lage wie auch aus der statischen Lage. Dabei werden zivil bekleidete MEK vorzugsweise in der mobilen Lage eingesetzt, das heißt, der Zugriff soll für den Festzunehmenden überraschend aus der Bewegung ablaufen (fahrender/laufender Täter). Ist dagegen bereits im Vorfeld beim polizeilichen Gegenüber mit starker Bewaffnung, hohem Widerstand oder mit verschlossenen Türen in einer statischen Lage (wie einer Wohnung) zu rechnen, wird meist die Unterstützung durch ein mit einem besseren Eigenschutz ausgestattetes und uniformiertes Spezialeinsatzkommandos (SEK) angefordert.
In anderen Ländern gibt es ähnliche Einheiten, die zwar für besondere Lagen und Einsätze ausgebildet sind, sich aber nicht mit terroristischen oder schwerkriminellen Bedrohungen befassen. Dennoch sind sie besonders ausgerüstet und ausgebildet und als Einheit nicht in den normalen Polizeidienst integriert, sondern kommen ausschließlich situationsabhängig und punktuell zum Einsatz.
Beispiele für solche Einheiten sind die WEGA der Wiener Polizei, die russische OMON und die Schweizer Spezialeinheit Enzian.
Die Spezialeinheiten des Zoll wurden, in Gliederung und Unterstellung, denen der Polizei gem. Polizeidienstvorschrift 100 angeglichen.
Somit ist die Zentrale Unterstützungsgruppe Zoll (ZUZ) vergleichbar mit einem Spezialeinsatzkommando (SEK) und die Observationseinheit Zoll (OEZ) mit einem Mobilen Einsatzkommandos (MEK).

### Observations- und Aufklärungsgruppen
Diese Spezialeinheiten oder auch Einsatzabteilungen befassen sich hauptsächlich mit der Observation von für die Sicherheitsorgane interessanten Personen, um diese zu überwachen und ihre Bewegungsprofile und Gewohnheiten zu ermitteln. Dies können potentielle oder identifizierte Straftäter, Informanten, Undercover-Ermittler, Terrorverdächtige, nachrichtendienstlich relevante Personen und ausländische Bürger oder Diplomaten sein. Normalerweise werden Observationen von Vier-Mann-Teams vorgenommen, können aber auch mit mehreren Teams stattfinden. Dies richtet sich nach der Bedeutung der Zielperson und nach dem Umstand, ob sie selbst in Observationstechniken und deren Erkennen ausgebildet ist. Dabei wird auch auf technische Hilfsmittel wie Sender, Transponder, UV-Farbmarkierungen oder Reflektoren (an Fahrzeugen) und, in Fällen allerhöchster Bedeutung, auch militärische Satelliten zurückgegriffen.
Die zweite typische Aufgabe solcher Einheiten besteht in der taktischen Aufklärung von Stadtvierteln, Gebäuden oder ländlichen Umgebungen, in denen sich relevante Personen, gefangene Geiseln, Attentäter, Amokläufer, Entführer oder Objekte aufhalten oder befinden. Dies geschieht in der Regel als Vorbereitung für einen späteren Zugriff (Einsatz) oder um strafrechtlich relevantes Material oder Umstände zu ermitteln.
Oft werden Teile des Einsatzprofils solcher Observations- und Aufklärungsgruppen aber auch von Sondereinsatzkommandos selbst übernommen oder gehören bereits zum Einsatzprofil anderer Einsatzkommandos, wie beispielsweise bei den MEKs.
Ein Beispiel für eine solche Spezialeinheit ist das englische Special Reconnaissance Regiment, das zwar der British Army angehört, aber wie der Special Air Service auch polizeiliche Aufgaben wahrnimmt.

### Spezialisierte Fachabteilungen
Spezialisierte Fachabteilungen sind keine Spezialeinheiten im eigentlichen Sinne, da sie nicht selbständig operieren, und keine Verbandsstruktur aufweisen. Sie werden bei besonderen Lagen als spezialisierte Unterstützungsgruppe (-Abteilung) oder Führungsstelle herangezogen und arbeiten als Teil einer Kriseninterventionsgruppe bei Geiselnahmen, Lagen mit terroristischen oder schwerkriminellen Hintergrund und bei Naturkatastrophen oder aber als Teil einer speziell eingerichteten Sonderkommission (SOKO) mit individuell festgelegter Zielrichtung. Ein Beispiel für so eine spezialisierte Fach-, beziehungsweise Kriseninterventionsführungsstelle ist die Critical Incident Response Group des FBI.
Dies können sein, psychologisch geschulte Verhandlungsführungsgruppen (bei Geiselnahmen), so genannte Profiler-Gruppen bei Ermittlungen gegen Serientäter oder auch spezielle EDV-Ermittlungsgruppen, die sowohl Internetfahndung als auch gesetzlich legitimiertes Hacken betreiben, das gezielte Eindringen in fremde geschützte IT-Systeme. Als ein Beispiel für eine solche Profilerfachabteilung gilt die Behavioral Analysis Unit des FBI.
Bestimmte Abteilungen des Bundeskriminalamts, die ähnliche Ableger in den Strukturen der Landeskriminalämter haben, wie beispielsweise der Staatsschutz, die Abteilung SO – Schwere und Organisierte Kriminalität (unter anderem zuständig für Organisierte Kriminalität, Rauschgiftkriminalität und Verdeckte Ermittlungen und Führung von Vertrauenspersonen) und die Abteilung SG–Sicherungsgruppe (Personenschutz), sind ebenfalls Spezialfachabteilungen. Allerdings verwischen hier die Grenzen und es wird deutlich, wie schwierig eine Abgrenzung zu Spezialeinheiten im klassischen Sinne ist, da es kein verbindliches Unterscheidungssystem gibt. Erschwerend kommt auch die unterschiedliche nationale Einordnung und Klassifizierung verschiedener Einheiten mit dem gleichen Einsatzprofil hinzu.

## Nachrichtendienstliche Spezialeinheiten

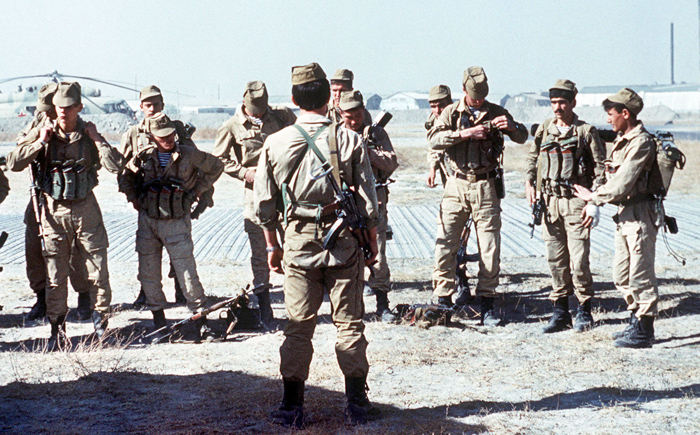
Speznas-Trupp bei einer Einsatzbesprechung (Afghanistan, 1988)

Auch Nachrichtendienste unterhalten Spezialeinheiten, meist mit paramilitärischem Charakter. Im Unterschied zu den administrativen Fachabteilungen der Dienste, haben diese oft eine geschlossene Verbandsstruktur und rekrutieren sich in erster Linie aus besonders qualifizierten und erfahrenen Soldaten der Streitkräfte, die bereits in militärischen Spezialeinheiten gedient haben.
Wenn diese Soldaten den Dienstherren wechseln, dann erhalten sie eine Zusatzausbildung in operativer Nachrichtendienstarbeit. Dabei wird die gesamte Bandbreite der Fertigkeiten, die ein Agent im Einsatz beherrschen muss, von Nachrichtendienst-Instrukteuren gelehrt. Diese umfassen unter anderem Observation, Gegenobservation, direkte konspirative Kontaktaufnahme mit Informanten, aber auch indirekten nichttechnischen Nachrichtenaustausch (zum Beispiel die Nutzung toter Briefkästen) und die verdeckte Infiltration in feindliche Operationsgebiete. Dabei steht nicht so sehr die klassische nachrichtendienstliche Informationsgewinnung im Vordergrund, sondern eher die Weiterleitung von Informanten- und Agentenerkenntnissen und die Sondierung der Lage. Die Angehörigen solcher Einheiten sollen in die Lage versetzt werden, unentdeckt undercover in feindlichem Territorium zu operieren. Oft beherrschen die ehemaligen Soldaten viele dieser Fertigkeiten bereits, weil sie beim Militär bereits an den Schnittstellen zu Nachrichtendiensten eingesetzt waren oder bereits in gemeinsamen Operationen eingesetzt waren.
Der Einsatzschwerpunkt solcher Einheiten umfasst die ganze Bandbreite der Missionsprofile unkonventioneller Spezialeinheiten. Da Nachrichtendienste meist anderen gesetzlichen Grundlagen folgen als die Streitkräfte des jeweiligen Landes, hat die Eingliederung solcher militärischen Potentiale unter dem Dach eines Nachrichtendienstes den Vorteil, dass Einsätze mit eigenen Mitteln stattfinden können, ohne dass andere Behörden oder Ministerien involviert werden müssen, und so die Geheimhaltung oft besser gewahrt werden kann. Ein weiterer Vorteil besteht in der Eliminierung möglicher Reibungsverluste bei gemeinsamen Operationen mit anderen Dienststellen, wenn das involvierte Personal die besonderen Gesichtspunkte einer nachrichtendienstlichen Operation kennt und so von vornherein mögliche Fehlerquellen ausgeschlossen werden können.
In vielen Ländern führt die Einbindung paramilitärischer Spezialeinheiten in nachrichtendienstliche Behörden zu erweiterten Einsatzbefugnissen, die über militärische oder polizeiliche hinausgehen und diese dann verquicken. Das führt nicht selten dazu, dass diese von den jeweiligen Regierungen missbraucht und zur Repression politischer Gegner und zum reinen Machterhalt diktatorischer Regime eingesetzt werden. Dies führt bei politischen Beobachtern, Fachautoren und der Presse oft zu einer generell eher kritischen Bewertung paramilitärischer Formationen unter dem Dach von Nachrichtendiensten.
Typische Beispiele solcher Formationen sind die US-amerikanische Special Activities Division der CIA, die israelische Sajeret Matkal des Aman, die russischen Speznas der GRU, die Alfa und Wympel des FSB sowie Bundeswehrangehörige im Amt für Militärkunde, die für den Bundesnachrichtendienst tätig sind.

## Vorteile und Risiken
Spezialeinheiten sind aufgrund ihrer Struktur, Ausbildung und Ausrüstung in der Lage, bestimmte Einsatzprofile besser abzuarbeiten als das konventionellen Verbänden oder Abteilungen möglich ist. Darüber hinaus eröffnen sie gänzlich neue Einsatzmuster, die herkömmlichen Einheiten nicht leisten können. Wie andere Eliten in Gesellschaft und Wirtschaft auch haben sie mit denselben Problemen zu kämpfen, was Akzeptanz und Berechtigung hinsichtlich Aufgabe und Etat angeht. Als Antithese zum großen konventionellen Militär, werden sie innerhalb der Streitkräfte häufig als Fremdkörper und Konkurrent gesehen, da allein ihr Vorhandensein oft einen negativen Einfluss auf die Moral herkömmlicher Einheiten hat, weil diese sich nicht selten in der Wertung zurückgesetzt fühlen und der Unterhalt von Spezialeinheiten im Verhältnis zu ihrer Mannstärke sehr teuer ist. Viele Kommandeure sind auch heute noch skeptisch, was ihren militärischen Nutzen im Verhältnis zu ihren Kosten angeht und stören sich an dem elitären und oftmals die militärischen Etikette verletzenden Habitus solcher Einheiten.
Dennoch erfuhr die Bedeutung von Spezialeinheiten seit den 1960er Jahren, dem Zeitalter der Stellvertreterkriege in der Epoche des Kalten Krieges, zunächst eine stetige, nach dem Zusammenbruch der Sowjetunion und dem Ende des Kalten Krieges jedoch eine massive Aufwertung. Durch die Auflösung des Ost-West-Gegensatzes und der Blockpolitik sowie der Entstehung neuer souveräner Einzelstaaten aus ehemaligen Sowjetrepubliken (zum Beispiel Belarus, Ukraine und Georgien) wurde aber auch die internationale Lage, was die Führbarkeit von Kriegen angeht, komplizierter und gefährlicher. War früher alles der Ost-Westkonfrontation und der drohenden atomaren Apokalypse (Atomkrieg) untergeordnet, droht dieses Damoklesschwert heute weniger, was viele Staaten glauben lässt, dass Kriege wieder führbar sind und ein nützliches Mittel der Durchsetzung politischer Ziele sein können. Wurden im 20. Jahrhundert bis 1990 rund 600 Kriege dokumentiert, zählt man heute bereits jährlich über 50 militärische Konflikte weltweit, Tendenz steigend.
Diese Entwicklung führte bei vielen Regierungen zu der Einsicht, dass es eines militärischen Instrumentariums bedarf, das in der Lage ist, nationale Sicherheitsinteressen direkt, aber auch im Rahmen internationaler Organisationen, wie beispielsweise der UNO, durchzusetzen. Dies geschieht mittels schlichtender, friedensschaffender und konfliktdeeskalierender Einsätze bei bereits schwelenden Auseinandersetzungen. Dies ist mit herkömmlichem Militär, wie es im Kalten Krieg zur Abschreckung erforderlich war, sowohl technisch als auch politisch nur bedingt möglich. Das führte in vielen Staaten zu einer enormen Abrüstung seit den 1990er Jahren bei gleichzeitiger Beibehaltung und Aufstockung der Spezialkräfte. Schlagkräftige, flexible und luftverlegbare Einheiten fingen an, die Rolle des konventionellen Militärs innerhalb der nationalen Einsatzplanung zwar nicht zu ersetzen, aber zu verschieben. Das teure, schwere und unbewegliche Massenheer, meist mit einer Vielzahl Wehrpflichtiger, wurde bei etlichen Planungen und Einsätzen von leichten, durchtrainierten und hochmotivierten Spezialeinheiten aus Berufssoldaten und Soldaten auf Zeit verdrängt. Die quantitative Veränderung (Zunahme) der Konflikte, aber vor allem ihrer qualitative, das Anwachsen der asymmetrischen Bedrohungen und Auseinandersetzungen führten dazu, dass die Rolle und Bedeutung von Spezialeinheiten weiter aufgewertet wurde, da sie nicht nur im Krieg, sondern auch bereits bei Krisen oder im Frieden als Militärberatungsorgan einsetzbar sind und so einen über den rein militärischen Wirkungsgrad weit hinausgehenden politischen Effekt haben.

## Wettbewerbe
Jährlich finden Turniere und Wettbewerbe unter Spezialeinheiten statt. Bei den Treffen stehen neben dem Wettkampf vor allem der Informations- und Taktikaustausch im Mittelpunkt. Im Jemen treffen sich seit 2009 jährlich 30 bis 40 Spezialeinsatzkräfte aus bis zu 19 Ländern zur Warrior Competition. Ein weiterer Bewerb ist die seit 1983 alle vier Jahre in Deutschland ausgetragene Combat Team Conference, hierbei wird neben den physischen Übungen besonders auf Sorgfalt, Präzision und auf den optimalen Einsatz personeller und materieller Ressourcen sowie die Einhaltung taktischer Grundsätze geachtet.
Warrior Competition
| Jahr                   | Anzahl teilnehmender Mannschaften | Gewinner                      |
| ---------------------- | --------------------------------- | ----------------------------- |
| 2015                   | 37 aus 18 Ländern (ohne )         | Counter Terrorism – Team (1)  |
| 2014                   | 33 aus 19 Ländern (ohne )         | Snow Leopard Commando Unit    |
| 2013                   | 30 aus 17 Ländern (ohne )         | Snow Leopard Commando Unit    |
| 2012                   | 35 aus 18 Ländern (ohne )         | GSG 9 der Bundespolizei       |
| 2011                   | ?                                 | Einsatzkommando Cobra         |
| 2010                   | ?                                 | FORECON                       |
| 2009                   | ?                                 | Da'irat al-Muchabarat al-Amma |
| Combat Team Conference |                                   |                               |
| 2015                   | 43 aus 27 Ländern                 | Einsatzkommando Cobra         |
| 2011                   | 41 aus 25 Ländern                 | SEK                           |

## Kritik

### Militärisch

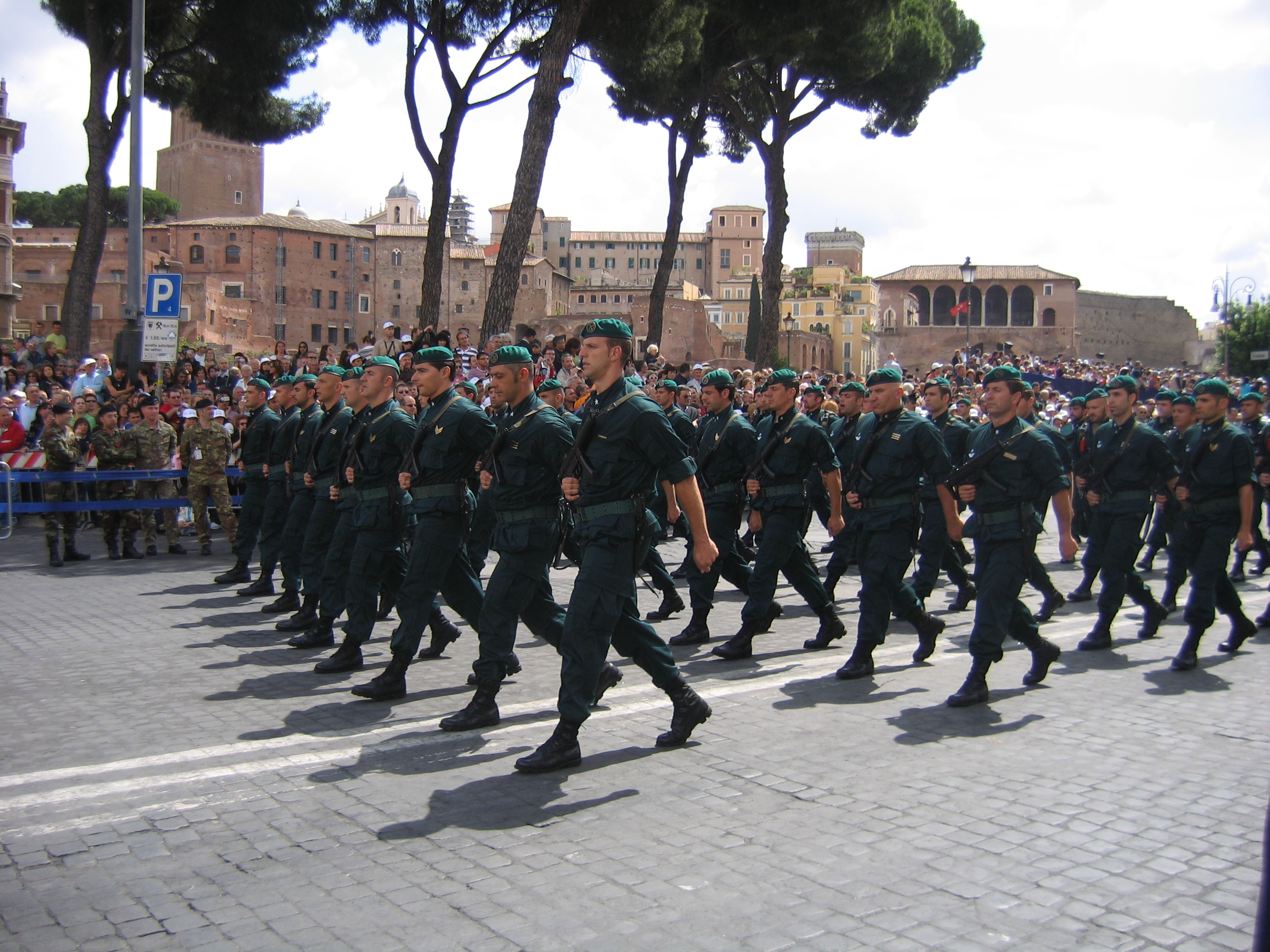
Parade des Comando Subacquei ed Incursori

Da für die Auftragserfüllung bestimmter Spezialeinheiten oftmals eine Abschottung und besondere Geheimhaltung erforderlich ist, werden ohnehin latent vorhandene Ressentiments bei konventionellen Einheiten noch verstärkt. Der elitäre und oft geheimnisumwitterte Nimbus wirkt sich nicht selten negativ auf die militärische Zusammenarbeit aus. Das Konkurrenzgebaren um Ausrüstung und Etatzuwendungen ist bei vielen Streitkräften nach wie vor vorhanden. Und obwohl „Glücksritter“ und „Draufgänger“ durch entsprechende psychologische Auswahlverfahren meist ausgesondert werden, gelingt es immer wieder bestimmten Soldaten Zugang zu finden, die charakterlich eigentlich nicht in solche Einheiten passen. Solche Individuen sind auch meist dafür verantwortlich, wenn es zu Schlägereien mit konventionellen Soldaten oder Verspottungen selbiger durch Sondereinsatzkräfte kommt.
Trotz der veränderten weltweiten Konfliktlage und der allgemeinen Aufwertung von Spezialeinheiten, gibt es nach wie vor konservativ eingestellte Militärs, die die Rolle der Spezialeinheiten als überbewertet sehen und teilweise deren militärischen Nutzen, angesichts ihrer Kosten, in Frage stellen. Die allgemeine Abrüstung der konventionellen Heere bei gleichzeitiger Aufwertung der Spezialeinheiten hat die Verteilungswettkämpfe eher noch verstärkt.
Bei den Sondereinsatzkräften (engl. Special Operations Forces) der US-Streitkräfte hat man nach etlichen schlechten Erfahrungen von administrativer Seite dieser Negativentwicklung einen Riegel vorgeschoben. Durch den Erlass des Nunn-Cohen Amendment von 1987 wurde das Militär gesetzlich dazu gezwungen, ein teilstreitkraftübergreifendes Oberkommando, das US Special Operations Command (SOCOM) einzurichten, das alle Sondereinsatzkräfte gemeinsam führt, ausbildet und ausrüstet und über einen eigenen Etat verfügt, über dessen Verwendung es selbst entscheiden darf. Ähnliche Entwicklungen gab es auch im gleichen Jahr im Vereinigten Königreich mit der Einrichtung des United Kingdom Special Forces (UKSF) des Verteidigungsministeriums und in Frankreich, das 1992 das Commandement des opérations spéciales (COS) ins Leben rief.
Die häufig recht laxe militärische Disziplin innerhalb der Spezialkräfte ist ebenfalls eine stetige Quelle für Kritik, obwohl zum Beispiel die Grußrituale zwischen Offizier und Unteroffizieren (Mannschaften gibt es in den meisten militärischen Spezialeinheiten nicht) schon aus einsatztaktischen Gründen nicht sein sollen, damit beispielsweise feindliche Scharfschützen nicht erkennen, wer das Kommando hat, oder Passanten bei verdeckten Einsätzen nicht erkennen, dass die vermeintlichen Zivilisten tatsächlich gar keine sind. Da Mitglieder solcher Einheiten in der Regel ein sehr schwieriges Ausleseverfahren durchlaufen haben und im Einsatz in Kleingruppen operieren, sind bei ihnen Intelligenz und eine kreative, teamorientierte und selbstständige Problemlösungstrategie gefragt. Dabei wäre eine unnötige und übertrieben hierarchische Disziplin eher hinderlich. Offiziere und Unteroffiziere arbeiten als Team und Rangunterschiede treten gegenüber der persönlichen Qualifikation in den Hintergrund. Die eigentliche Kommandostruktur bleibt jedoch davon unangetastet.
Ein weiterer Kritikpunkt ist die oft geheimhaltungsbedingte und immer wieder vorkommende mangelnde Abstimmung mit der Führung des herkömmlichen Militärs im Operationsgebiet. Beispielsweise operieren gegenwärtig in Afghanistan neben dem regulären Militär auch zahlreiche Sondereinsatzkräfte der US-Streitkräfte, die nicht dem eigentlich zuständigen Oberkommando des Kriegsschauplatzes, dem US Central Command (CENTCOM) unterstehen, sondern parallel dazu dem im selben Gebiet tätigen US Special Operations Command (SOCOM). Dies hat in der Vergangenheit zum Teil zu Ineffizienz und einer erhöhten Eigengefährdung des konventionellen Militärs geführt, da dieses nicht in die Planungen des SOCOM eingebunden war. In Deutschland stellt sich die Situation ähnlich dar, beispielsweise wurden Operationen des deutschen KSK im Nachhinein vom zuständigen Einsatzführungskommando der Bundeswehr (EinsFüKdoBw) kritisiert, weil diese nicht abgestimmt gewesen seien.

### Administrativ
Spezialeinheiten wecken durch ihr oft weitgefächertes Einsatzspektrum teils behördliche Begehrlichkeiten, Abgrenzungsreflexe und Verantwortungsdiffusion. In vielen Fällen werden die meist vom Militär kontrollierten Einheiten auch in angestammten Verantwortungsbereichen anderer Ministerien oder Ämter eingesetzt. Dies ist etwa bei manchen Militärberatungseinsätzen der Fall, wenn diese Einheiten unter der Ägide des Außenministeriums arbeiten oder bei der Drogenbekämpfung auch mit heimischen Strafverfolgungsbehörden kooperieren. Ähnliches gilt auch für polizeiliche Spezialeinheiten, auch diese arbeiten im Auslandseinsatz unter der politischen Verantwortung des Außenministeriums sogar dann, wenn diese Kräfte dem jeweiligen Fachministerium des Gastlandes beigeordnet sind.
Ein Beispiel, wozu behördliches Kompetenzgerangel führen kann, war die Katastrophe in Waco im US-Bundesstaat Texas am 28. Februar 1993. Hier wurde eine Farm, auf der sich Mitglieder der Davidianer-Sekte mit Frauen und Kindern verschanzt hatten, von Beamten des Bureau of Alcohol, Tobacco and Firearms (ATF) belagert, obwohl der Einsatzleitung des FBI bekannt war, dass die Sekte von der geplanten Aktion wusste. Nach heftigen Schusswechseln und einem Brand blieb als Bilanz des misslungenen Einsatzes der Tod von vier Beamten und 68 Sektenmitgliedern, darunter 25 Kindern.

### Politisch und gesellschaftlich
Neben der militärinternen Kritik gibt es in einigen Ländern auch politische Kritik.
Insbesondere werden manche Spezialeinheiten in Lateinamerika und Afrika von Diktaturen immer wieder zum Machterhalt und zur Repression der Bevölkerung missbraucht. Selbst nach nationaler Rechtslage legale regimekritische Organisationen und Presseorgane werden häufig mittels solcher Spezialeinheiten, ob nun militärischen, polizeilichen oder nachrichtendienstlichen Charakters, verfolgt, verschleppt und getötet. Nicht wenige solcher Einheiten operieren sogar gänzlich im Verborgenen (inoffiziell), wie sogenannte Todesschwadronen. Allerdings sind solche Gruppierungen nicht zwingend auf autoritäre Systeme beschränkt. Ein jüngeres Beispiel für eine solche Formation waren die spanischen Grupos Antiterroristas de Liberación (GAL) (dt. „Antiterroristische Befreiungsgruppen“). Diese verdeckt agierenden Kommandos des Innenministeriums waren von 1983 bis 1986 mit der Bekämpfung der baskischen ETA befasst und operierten oft außerhalb des Gesetzes.
Aber auch in den Demokratien westlicher Prägung sind die Spezialeinheiten im kritischen Fokus der Gesellschaft. Der sie umgebende elitäre Charakter, ihre oft wenig transparenten Befugnisse und Einsatzprofile, die für sie oft geltenden besonderen Geheimhaltungsbestimmungen, bilden einen stetigen Hort für Befürchtungen, dass solche Gruppierungen außerhalb des Gesetzes stehen könnten, beziehungsweise jenseits desselben eingesetzt und von den politischen und militärischen Entscheidungsträgern möglicherweise missbraucht werden könnten. Damit stehen Spezialeinheiten und deren Angehörige regelmäßig im Spannungsfeld zwischen erforderlicher Geheimhaltung, Einsatzbefugnissen und Auftragslage einerseits und notwendiger parlamentarischer Kontrolle und politischer Transparenz, dem Recht der Öffentlichkeit auf Information, andererseits.
Dennoch hat der zunehmende Einsatz von Spezialkräften im Rahmen internationaler humanitärer und infrastruktureller Maßnahmen dazu geführt, dass das früher oft verbreitete „Killer“- und „Rambo“-Image solcher Einheiten eine Wandlung erfahren hat und die Soldaten jetzt eher als professionelle Spezialisten gesehen werden (Einschätzung von Autor Hartmut Schauer, siehe Literaturliste).